# شبكة تورنر التلفزيونية
شبكة تورنر التلفزيونية أو TNT (بالإنجليزية: Turner Network Television)، قناة تلفزيونية أمريكية، مملوكة من قبل شركة تايم وارنر. تعرض القناة مسلسلات وأفلام وتركز على المسلسلات الدرامية، وتعرض بعض البرامج الرياضية (الرابطة الوطنية لكرة السلة). اعتباراً من يوليو، 2015، 94,259،000 مليون أسرة في الولايات المتحدة (81% من الاسر التي تمتلك تلفاز) يتلقون بث قناة "TNT".

## برامج القناة

### أبرز برامج القناة
- السماوات المتساقطة (2011-2015)
- ريزولي وآيلز (2010)
- السفينة الاخيرة (2014)
- مخالب (2017)

## وصلات خارجية
- شبكة تورنر التلفزيونية على موقع IMDb (الإنجليزية)
- شبكة تورنر التلفزيونية على موقع الموسوعة البريطانية (الإنجليزية)
- الموقع الرسمي
- www.tntla.com – أمريكا الاتينية
- www.tnt-tv.nl نسخة محفوظة 17 مارس 2013 على موقع واي باك مشين. – هولندا
- www.tnt.com.br – البرازيل
- www.canaltnt.es – إسبانيا
- www.facebook.com/TNTDrama – فيسبوك
- twitter.com/tntdrama – تويتر
- www.youtube.com/user/tntweknowdrama – يوتيوب